# Cateel
Cateel è una municipalità di terza classe delle Filippine, situata nella Provincia di Davao Oriental, nella Regione del Davao.
Cateel è formata da 16 baranggay:
- Abijod
- Alegria
- Aliwagwag
- Aragon
- Baybay
- Maglahus
- Mainit
- Malibago
- Poblacion
- San Alfonso
- San Antonio
- San Miguel
- San Rafael
- San Vicente
- Santa Filomena
- Taytayan